# 松谷健一郎
松谷 健一郎（まつたに けんいちろう、1918年〈大正7年〉1月1日 - 2002年〈平成14年〉10月23日）は、日本の実業家。元中国電力代表取締役社長、元中国経済連合会会長。

## 来歴
広島市生まれ。旧制広島高等師範学校附属中学、旧制広島高等学校を経て、1941年（昭和16年）京都帝国大学工学部を卒業し、海軍を経て、中国配電入社。
1975年（昭和50年）中国電力株式会社取締役総合企画室第一企画室長、1977年（昭和52年）中国電力株式会社常務取締役、1979年（昭和54年）中国電力株式会社取締役副社長、1981年（昭和56年）中国電力株式会社代表取締役社長、1987年（昭和62年）中国経済連合会会長、1989年（平成元年）中国電力株式会社代表取締役会長、1995年（平成7年）中国電力株式会社相談役。
この他中国生産性本部会長、財団法人中国技術振興センター理事長、財団法人中国産業活性化センター会長、社団法人中国地方総合研究センター会長等も歴任した。
1995年（平成7年）勲一等瑞宝章受賞。